# ديف لوري
ديف لوري هو لاعب هوكي الجليد كندي، ولد في 14 فبراير 1965 في غريتر سودبوري في كندا.

## وصلات خارجية
- ديف لوري على موقع دوري الهوكي الوطني (الإنجليزية)
- ديف لوري على موقع قاعة مشاهير الهوكي (لاعب أن.إتش.أل) (الإنجليزية)
- ديف لوري على موقع EliteProspects.com (الإنجليزية)
- ديف لوري على موقع HockeyDB.com (الإنجليزية)
- ديف لوري على موقع Hockey-Reference.com (الإنجليزية)